# Barbara Hammer
Barbara Jean Hammer (ur. 15 maja 1939 w Los Angeles, zm. 16 marca 2019 w Nowym Jorku) – amerykańska reżyserka filmowa, pionierka filmu lesbijskiego należącego do nurtu queer. W trakcie jej kariery reżyserskiej trwającej 40 lat stworzyła ponad 80 filmów. Artystka znana jest z tworzenia eksperymentalnych form filmowych poruszających problematykę kobiecą, takie jak kulturowe role płciowe, związki homoseksualne i radzenie sobie ze starzeniem się. Mieszkała i tworzyła w Nowym Jorku.

## Życiorys

### Wczesne lata
Dorastała w Inglewood, w Kalifornii. Jej matką była Marianne Kusz, a jej ojcem John Wilber Hammer. Jej dziadkowie od strony matki pochodzili z Ukrainy. Z przemysłem filmowym była zaznajomiona od najmłodszych lat, ponieważ jej dziadek pracował jako kucharz dla amerykańskiego reżysera D.W. Griffitha.
W 1961 ukończyła studia licencjackie z psychologii na Uniwersytecie Kalifornijskim w Los Angeles, a w 1963 uzyskała tytuł magistra literatury angielskiej. W latach 70. ukończyła studia magisterskie z filmu na Uniwersytecie Stanowym w San Francisco. W tym miejscu po raz pierwszy zobaczyła „Meshes of the Afternoon” Mai Deren, który zainspirował ją do odkrywania swojej seksualności, i w konsekwencji do tworzenia eksperymentalnych filmów o swoim życiu osobistym.

### Kariera
Na początku lat 70. była mężatką i nauczała w community college w Santa Rosa w Kalifornii. W tym okresie zrobiła coming out jako lesbijka, rozwiodła się z mężem i związała się z kobietą.  W 1974 nakręciła krótkometrażowy film „Dyketactics”, który powszechnie uważany jest za jeden z pierwszych filmów lesbijskich. Jej pierwszy film fabularny, eksperymentalny dokument, „Nitrate Kisses” ukazał się w 1992i, rok później, został nominowany do Grand Jury Prize na Festiwalu Filmowym w Sundance. Jej debiut zdobył też Polar Bear Award na Międzynarodowym Festiwalu Filmowym w Berlinie oraz nagrodę dla najlepszego filmu dokumentalnego na Festiwalu Filmowym „Cine por mujeres” w Madrycie. W 1997 uzyskała tytuł magistra w zakresie multimedialnych studiów cyfrowych w American Film Institute. W 2000 otrzymała nagrodę Moving Image od Creative Capital, a w 2013 została stypendystką Fundacji Guggeheima.
W 2010 Barbara Hammer opublikowała swoją autobiografię pt. HAMMER! Making Movies Out of Sex and Life, w której opisała swoją osobistą historię i filozofię swojej sztuki. W 2017 Biblioteka Rzadkich Ksiąg i Rękopisów im. Beinecke'ów (Uniwersytetu Yale) nabyła archiwa jej prac. Obecnie trwają prace nad kolekcją materiałów filmowych Barbary Hammer, aby przywrócić jej pełną używalność, a która znajduje się w Academy Film Archive w Los Angeles.

### Walka o prawo do eutanazji i śmierć
W 2006 zdiagnozowano u Hammer raka jajnika w 3. stadium. Po 12 latach chemioterapii zaczęła walkę o prawo do eutanazji. Wspominała o tym w swoich pracach, takich jak jej film z 2009 „A Horse is Not a Metaphor”, w którym przedstawiała wzloty i upadki pacjenta z rakiem. Dzięki swojemu doświadczeniu została aktywistką walczącą o prawo do godnej śmierci. 10 października 2018 artystka przedstawiła „The Art of Dying”, performatywny wykład w Whitney Museum of Art.
Barbara Hammer zmarła na endometrioidalnego raka jajnika w wieku 79 lat. W chwili śmierci otrzymywała opiekę paliatywną w hospicjum.

## Filmografia
- Schizy (1968)
- Barbara Ward Will Never Die (1969)
- Traveling: Marie and Me (1970)
- The Song of the Clinking Cup (1972)
- I Was/I Am (1973)
- Sisters! (1974)
- A Gay Day (1973)
- Dyketactics (1974)
- X (1974)
- Women’s Rites, or Truth is the Daughter of Time (1974)
- Menses (1974)
- Jane Brakhage (1975)
- Superdyke (1975)
- Psychosynthesis (1975)
- Superdyke Meets Madame X (1975)
- Moon Goddess (1975) – z G. Churchmanem
- Eggs (1972)
- Multiple Orgasm (1976)
- Women I Love (1976)
- Stress Scars and Pleasure Wrinkles (1976)
- The Great Goddess (1977)
- Double Strength (1978)
- Home (1978)
- Haircut (1978)
- Available Space (1978)
- Sappho (1978)
- Dream Age (1979)
- Lesbian Humor: Collection of short films (1980–1987)
- Pictures for Barbara (1980)
- Machu Picchu (1980)
- Natura Erotica (1980)
- See What You Hear What You See (1980)
- Our Trip (1981)
- Arequipa (1981)
- Pools (1981) – z B. Klutinisem
- Synch-Touch (1981)
- The Lesbos Film (1981)
- Pond and Waterfall (1982)
- Audience (1983)
- Stone Circles (1983)
- New York Loft (1983)
- Bamboo Xerox (1984)
- Pearl Diver (1984)
- Bent Time (1984)
- Doll House (1984)
- Parisian Blinds (1984)
- Tourist (1984–85)
- Optic Nerve (1985)
- Hot Flash (1985)
- Would You Like to Meet Your Neighbor? A New York Subway Tape (1985)
- Bedtime Stories (1986)
- The History of the World According to a Lesbian (1986)
- Snow Job: The Media Hysteria of AIDS (1986)
- No No Nooky T.V. (1987)
- Place Mattes (1987)
- Endangered (1988)
- Two Bad Daughters (1988)
- Still Point (1989)
- T.V. Tart (1989)
- Sanctus (1990)
- Vital Signs (1991)
- Dr. Watson's X-Rays (1991)
- Nitrate Kisses (1992)
- Out in South Africa (1994)
- Tender Fictions (1996)
- The Female Closet (1997)
- Devotion: A Film About Ogawa Productions (2000)
- History Lessons (2000)
- My Babushka: Searching Ukrainian Identities (2001)
- Resisting Paradise (2003)
- Love/Other (2005)
- Fucking Different New York (2007) (segment „Villa Serbolloni”)
- A Horse is not a Metaphor (2009)
- Generations (2010)
- Maya Deren's Sink (2011)
- Welcome to this House (2015)